# فرودگاه شهری متروپولیس
فرودگاه شهری متروپولیس (به انگلیسی: Metropolis Municipal Airport) یک فرودگاه همگانی است . این فرودگاه در کشور ایالات متحده آمریکا قرار دارد و در ارتفاع ۱۱۷ متری از سطح دریا واقع شده‌است.